# Ми то можемо!
„Ми то можемо!“ (енгл. We Can Do It!) је амерички плакат коришћен за време Другог светског рата, који је произвео Џ. Хауард Милер 1943. године за Вестингхаус електрик као пропагандна порука за јачање морала међу радницама фабрике.
Плакат је био слабо виђен током Другог светског рата. Поново је откривен почетком 1980-их и широко репродукован у многим облицима, често називан „Ми то можемо!“ али такође и „Рози Нитначица“ (енгл. Rosie the Riveter) по иконичном лику снажне женске раднице у ратној производњи. Илустрација „Ми то можемо!“ је коришћена за промоцију феминизма и других политичких питања почев од 1980-их. Слика се појавила на насловници часописа Смитсонијан 1994. године, а претворена је у америчку првокласну поштанску марку 1999. године. Укључен је 2008. у материјале за кампању неколико америчких политичара, а уметник га је прерадио 2010. године у славу прве жене која је постала премијер Аустралије. Плакат је једна од десет најтраженијих слика Националне управе за архив и евиденцију.
Након поновног откривања, често се претпостављало да се та слика користила као позив да се жене раднице придруже ратним напорима. Међутим, током рата слика је била стриктно интерна за Вестингхаус, приказана је само током фебруара 1943. године, и није служила за регрутовање, већ за подстицање већ унајмљених жена да раде више. Симболика и став поруке који плакат носи су касније многи преуредили у много различитих облика, укључујући за самооснаживање, промоцију кампање, оглашавање и пародије.
Након што је 1994. године видела насловну страну Смитсонијана, Џералдин Хоф Дојл је погрешно изјавила да је она жена са илустрације. Дојл је сматралао да је и она забележена на ратној фотографији раднице у фабрици, и невино је претпоставила да је ова фотографија инспирисала Милеров постер. Повезујући је са „Рози Нитначицом“, Дојл је почаствована од стране многих организација, укључујући и Женски историјски центар и Кућа славних Мичигена . Међутим, 2015. године, жена на ратној фотографији је идентификована као тада двадесетогодишња Наоми Паркер, која је радила почетком 1942. године пре него што је Дојл завршила средњу школу. Дојлина идеја да је њена фотографија инспирисала постер не може се доказати или оповргнути, па ни Дојл ни Паркер не могу бити потврђени као истински модели за „Ми то можемо!“

## Позадина
Након јапанског напада на Перл Харбор, америчка влада је позвала све фабриканте да производе веће количине ратне робе. Атмосфера на радном месту у великим фабрикама често је била напета због незадовољства које је током 1930-их настало између руководства и синдиката. Директори предузећа као што је Џенерал моторс (ГМ) настојали су да смање трвења из прошлости и подстакну тимски рад. Као одговор на кампању синдиката Удружених ауто-радника, ГМ је 1942. године убрзо израдио пропагандни постер на којем су приказани и радници и управа засуканих рукава, усклађени ка одржавању стабилне стопе ратне производње. На постеру је писало: „Заједно то можемо!” (енгл. Together We Can Do It!) и „Нека пуца!” (енгл. Together We Can Do It!). Стварајући такве плакате, предузећа су желеле да повећају производњу ослушкујући популарна проратна осећања, са крајњим циљем да спрече владу да изврши већу контролу над производњом.

### Вестингхаус електрик
Године 1942. Милера је ангажовао интерни Комитет за координацију ратне производње компаније Вестингхаус електрик, преко рекламне агенције, да створи серију плаката који ће бити изложени радницима компаније. Намера пројекта плаката била је подићи морал радника, смањити изостајање с рада, упутити радничка питања управи и смањити вероватноћу радних немира или штрајка у фабрици. Сваки од више од 42 плаката које је дизајнирао Милер приказиван је у фабрици две недеље, а затим замењен следећим у серији. На већини плаката били су мушкарци; наглашаване су традиционалне улоге мушкараца и жена. На једном од плаката приказан је насмејани мушки менаџер са речима „Има ли питања о вашем послу? . . . Питајте свог надзорника." (енгл. Any Questions About Your Work? ... Ask your Supervisor.)

## Рози Нитначица
Током Другог светског рата, „Ми то можемо!“ постер није био повезан са песмом „Рози Нитначица“ из 1942. године, нити са широко познатом фотографијом Нормана Роквела под називом Рози Нитначица која се појавила на насловници издања за Дан сећања у Сатурдеј ивнинг посту, 29. маја 1943. Плакат Вестингхауса није повезан ни са једном од жена са надимком „Рози” која се јавила да промовише жене које раде за ратну производњу. Уместо тога, након што је две недеље у фебруару 1943. године био приказан неким радницима фабрике у Вестингхаусу, наредне готово четири деценије се није појављивао. Преовладавале су друге слике „Рози”, често фотографије стварних радника. Канцеларија за ратне информације припремила се за масовну националну рекламну кампању за припрему рата, али „Ми то можемо!” није био део кампање.

## Поново откривање
Године 1982, постер „Ми то можемо!“ је репродукован у чланку часописа „Уметност плаката у име патриотизма“ часописа Вашингтон пост о плакатима у колекцији Националне архиве.
У наредним годинама, постер је поново присвојен како би промовисао феминизам. Феминисткиње су на слици виделе оличење женског оснаживања. Под „Ми“ се подразумевало да значи „Ми жене“, уједињујући све жене у сестринству које се бори против родне неједнакости. Ово се веома разликовало од употребе постера из 1943. године као начин контроле запослених и обесхрабривања радничких протеста. Професор историје Џеремија Акселрод је коментарисао комбинацију женствености слике са „мушким (готово мачо) ставом и говором тела“.
Смитсонијан је поставио слику на насловницу часописа мартa 1994. године, како део истакнутог чланка о ратним плакатима у том издању. Америчка поштанска служба је у фебруару 1999. године објавила марку од 33 центи на основу ове слике, са додатим текстом „Жене подржавају ратне напоре“. Плакат Вестингхауса из 1943. године је изложен у Националном музеју америчке историје, део изложбе који приказује предмете из 1930-их и 40-их година.

## Наслеђе
Данас је слика постала широко позната, далеко изван своје уско дефинисане намене током Другог светског рата. Краси мајице, тетоваже, шољице за кафу, магнете за фрижидер - толико различитих производа да га је Вашингтон пост назвао „најекспониранијим“ сувениром доступним у Вашингтону. Користили су га 2008. године за различите регионалне изборне кампање за промовисање Саре Пејлин, Рона Пола и Хилари Клинтон. Слика Мишел Обаме је утиснута на постер током Митинга за враћање разума и/или страха из 2010. године. Пародије илустрације укључују познате жене, мушкарце, животиње и измишљене ликове.
Стереоскопска (3Д) слика „Ми то можемо!“ је створена за потребе одјавних информација у филму Капетан Америка: Први осветник из 2011. године. Слика је послужила као позадина насловне картице енглеске глумице Хејли Атвел.